# 대걸레

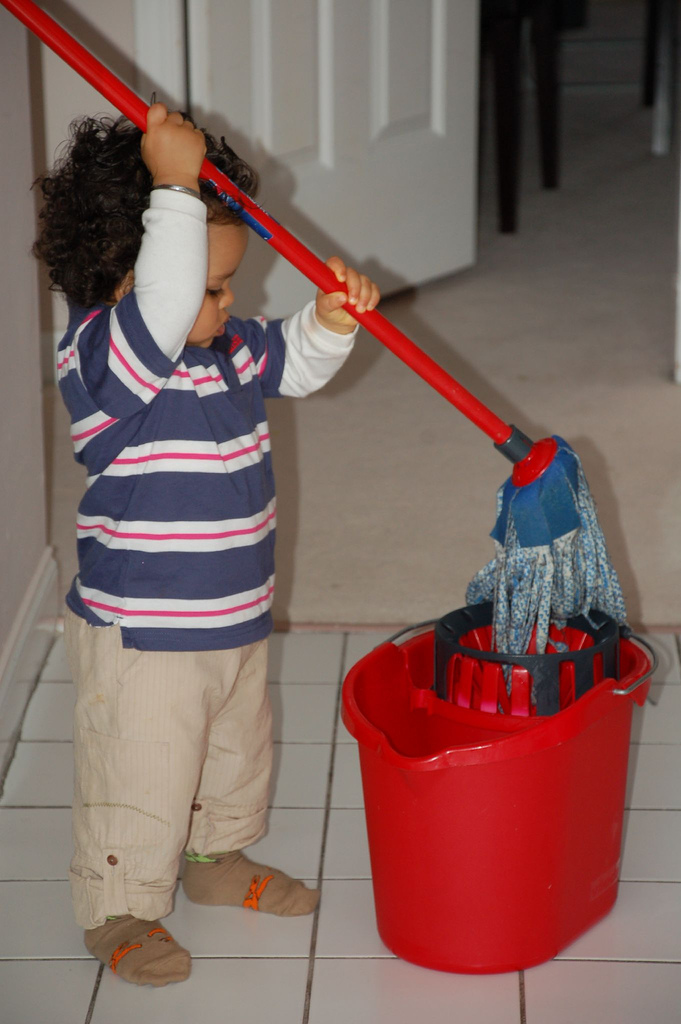
대걸레를 들고 있는 어린이

대걸레(영어: Mop)는 걸레 위에 자루를 달아 서서 걸레로 바닥을 닦을 수 있도록 한 걸레이다.

## 유래
1496년 영국에서 매프(영어: mappe)라고 부르는 도구가 만들어진 이후 여러가지로 변형, 개량되어 왔다. 1837년 미국 과학자 제이컵 하우가 막대 끝에 쇠 집게를 달아 걸레를 고정시키는 방법을 고안했고, 1893년 미국 발명가 토마스 스튜워트가 집게에 스프링을 달아 걸레를 바꾸기 쉽게했다.

## 용어
밀걸레, 자루걸레, 대걸레, 봉걸레, 마루걸레, 마포걸레 혹은 밀어 닦는 대(막대)라는 뜻으로 밀대라고도 부른다.(주로 동남 방언 구사자들이 밀대라고 부른다.)